# Assandira
Assandira er en novelle, skrevet af Giulio Angioni, publiceret i 2004 af forlaget Sellerio.

## Oversigt
Den gamle sardiske (Sardinien) hyrde Costantino Saru er blevet overtalt af sin søn og hans danske svigerdatter, til at etablere en restaurant med hotel (kaldet Assandira) i hans forladte lade. Det karakteristiske for Hotellet skal være at tilbyde de europæiske kunder, især fra nord, en oplevelse af livet i den traditionelle pastorale verden af Sardinien, hvor den gamle hyrde Costantino selv, skal være en slags eksempel for autenticitet. Virksomheden går godt og Costantino føler sig endda godt tilpas i hans rolle som gammel meditteransk hyrde. Men en dag, ødelægger en brand Assandira, som dræber hans søn og forårsager at hans svigerdatter aborterer. Costantino føler sig ansvarlig, og indrømmer det overfor efterforskerne.Årsagen til at han føler sig ansvarlig, er ikke til at gennemskue for dommeren, som ikke tror på denne slags selvinkriminering for alt der er sket, helt tilbage fra idéen med at genoplive en verden af fortiden for at underholde turisterne.

## Editions
- 2004 ISBN 88-389-1991-7
- 2012 eBook, ISBN 9788838929946

## Bemærkninger
1. ↑  H. Kluver 2012 cit., 196-212
2. ↑   B. Wagner, 2008 cit, 102-158
3. ↑  G. Pias, La Casa della Palma e Assandira, cit.
4. ↑   F. Manai, 2006 cit., 233-246